# Vendone
Vendone (ligur nyelven Vendùn) település Olaszországban, Liguria régióban, Savona megyében. Lakosainak száma 357 fő (2023. január 1.). Vendone Castelbianco, Ortovero, Arnasco és Onzo községekkel határos.

## Népesség
A település lakossága az elmúlt években az alábbi módon változott:
| Lakosok száma | 377  | 370  | 357  |
|               | 2017 | 2018 | 2023 |